# Rhaptopetalum
Genre
Rhaptopetalum Oliv. est un genre de plantes à fleurs de la famille des Lecythidaceae.

## Liste d'espèces
Selon Catalogue of Life (17 décembre 2017) :
- Rhaptopetalum beguei Mangenot
- Rhaptopetalum belingense Letouzey
- Rhaptopetalum breteleri Letouzey
- Rhaptopetalum coriaceum Oliv.
- Rhaptopetalum depressum Letouzey
- Rhaptopetalum evrardii R.Germ.
- Rhaptopetalum geophylax Cheek & Gosline
- Rhaptopetalum pachyphyllum Engl.
- Rhaptopetalum roseum (Gürke) Engl.
- Rhaptopetalum sessilifolium Engl.
- Rhaptopetalum sindarense Pellegr.

Selon NCBI (17 décembre 2017) :
- Rhaptopetalum beguei
- Rhaptopetalum coriaceum

Selon The Plant List (17 décembre 2017) :
- Rhaptopetalum beguei Mangenot
- Rhaptopetalum breteleri Letouzey
- Rhaptopetalum coriaceum Oliv.
- Rhaptopetalum depressum Letouzey
- Rhaptopetalum pachyphyllum Engl.
- Rhaptopetalum roseum (Gürke) Engl.
- Rhaptopetalum sindarense Pellegr.

Selon Tropicos (17 décembre 2017) (Attention liste brute contenant possiblement des synonymes) :
- Rhaptopetalum beguei Mangenot
- Rhaptopetalum belingense Letouzey
- Rhaptopetalum breteleri Letouzey
- Rhaptopetalum coriaceum Oliv.
- Rhaptopetalum depressum Letouzey
- Rhaptopetalum pachyphyllum Engl.
- Rhaptopetalum sindarense Pellegr.
- Rhaptopetalum soyauxii Oliv.
- Rhaptopetalum tieghemii A. Chev.